# Prusikknoten
Der Prusikknoten, auch Prusikschlinge oder mehrfacher Ankerstich, ist ein Klemmknoten, der sich unter Belastung zuzieht und bei Entlastung wieder lockert. Benannt ist er nach Karl Prusik, einem Leutnant der Wehrmacht, Musiklehrer und Bergsteiger aus Wien, der ihn 1931 erfand.
Im Ashley-Buch der Knoten ist er unter der Nr. 1763 als radial benutzter Knoten zu finden, während der Prusikknoten zur Verwendung in axialer Richtung neue Anwendungsgebiete ermöglichte. Die Technik des Aufstiegs am Seil mit einer Prusikschlinge wird „prusiken“ oder auch „raupen“ genannt. Wird eine Steigklemme verwendet, spricht man von „jümarn“.

## Anwendung

### Aufstieg am Seil
Der Prusikknoten wird von Bergsteigern, Höhlenforschern und Pfadfindern verwendet, um an einem herabhängenden Seil aufzusteigen. Dazu werden zwei Steigschlingen verwendet, mit einer Länge von etwa 150 cm, die abwechselnd am Seil nach oben geschoben werden.
Bei Verwendung eines Klettergurtes kann eine kürzere Prusikschlinge (im Bild rot) dazu dienen die Person direkt am Seil (blau) zu sichern. Eine zweite Schlinge unterhalb (grün) dient dem eigentlichen Höhengewinn, indem die aufsteigende Person mit dem Fuß in diese hineintritt und sich anschließend aufrichtet. Dadurch kann die nun entlastete Sicherungsprusik an eine höhere Position verschoben werden. Anschließend wird die Trittschlinge entlastet, nach oben gezogen und der Vorgang beginnt von Neuem.

Aufrichten durch Treten in die Trittschlinge, Sicherungsschlinge entlastet
Nachziehen der Sicherungsschlinge
Hängen an der Sicherungsschlinge, Entlastung der Trittschlinge
Nachziehen der Trittschlinge
Aufrichten durch Treten in die Trittschlinge, Sicherungsschlinge wird wieder entlastet

### Sicherung beim Abseilen
Beim Abseilen wird er als Sicherung am Bremsseil verwendet. Der lockere Prusikknoten wird beim Abseilen von Hand mitgeführt und verklemmt sich, falls der Kletterer das Seil loslässt. Mit einer etwa 20 cm langen Reepschnur wird ein Prusik um beide Stränge des Bremsseils unterhalb des Abseilgeräts geknüpft. Das andere Ende der Schlinge wird an der Beinschlaufe des Klettergurtes befestigt. Das Konstrukt wird auch Kurzprusik genannt, da es so kurz sein sollte, dass die Reepschnur nicht bis in das Abseilgerät hinein rutschen kann und dann äußerst mühselig entfernt werden müsste. Zur Korrektur der Länge wird die Reepschnur kürzer verknotet bzw. bei Endlosschlingen drei- statt zweimal durch die Bucht geschlagen (s. u.).

### Bau von Flaschenzügen
Bei der Spaltenbergung wird damit ein Flaschenzug gebaut, um einen am Seil hängenden Bergsteiger heraufzuziehen (Prusik nannte den Flaschenzug „St.Bernhard“). Zur Selbstrettung aus einer Gletscherspalte wird der Prusik für die Münchhausentechnik verwendet.
Bei Seilbrücken wird das Tragseil mit einem Prusik gefasst und mit einem Flaschenzug gespannt, bevor es am Ankerpunkt befestigt wird.

### Heim und Garten
Umfangreich wachsende Pflanzen benötigen oft eine Stütze. Stäbe aus Bambusmaterial und Kunststoff bieten stabile Gerüste für z. B. Gummibäume. Das Befestigen der Pflanzenarme an dem glatten Bambus kann bestens mit einem Prusikknoten stattfinden. Einen glatten Stab aus dem Boden zu ziehen klappt auch mit dem Prusikknoten, der eine gute Klemmwirkung auf die glatten Flächen bringt. Auch das Gegenteil, einen Pflanzenstab (z. B. Bohnenstange) in die Erde zu treiben, gelingt mit einem Prusikknoten und einer Fußschlinge.

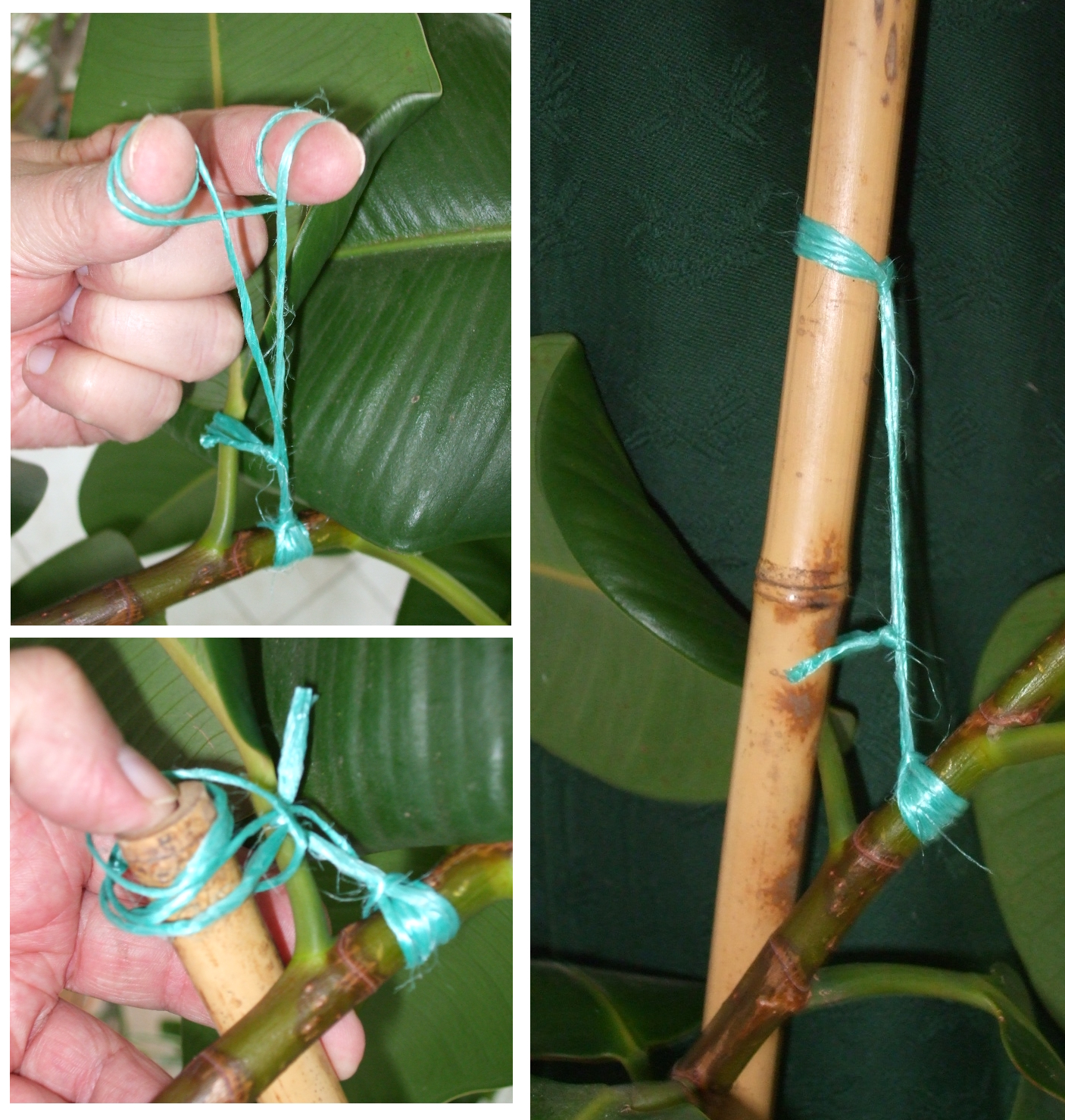
Prusik hilft auf glattem Bambusstab
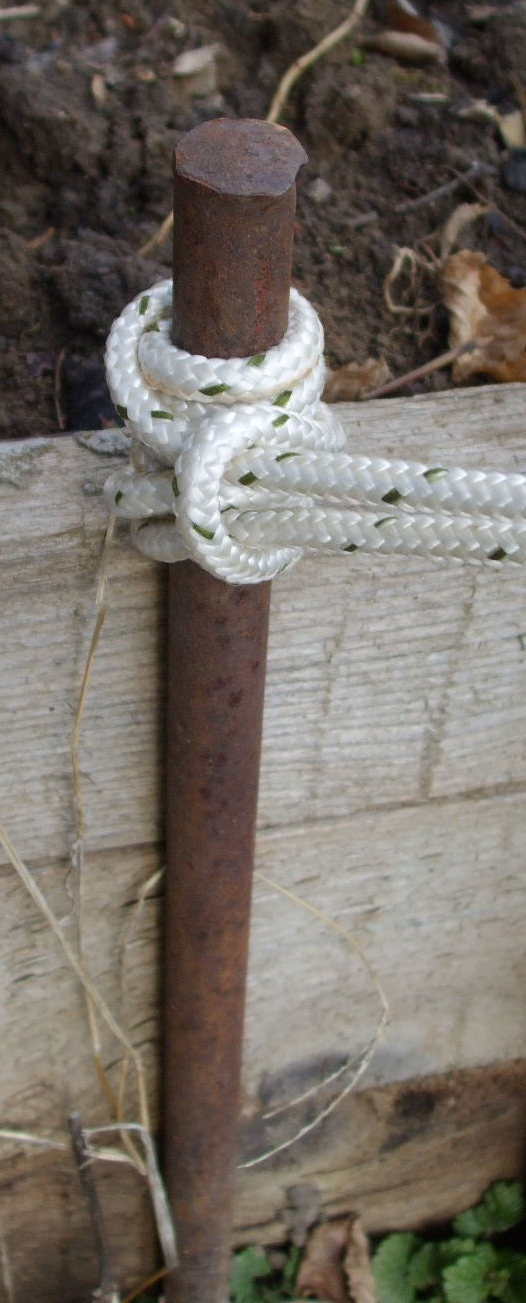
Prusik an einem glatten Eisenstab, der fest in der Erde saß
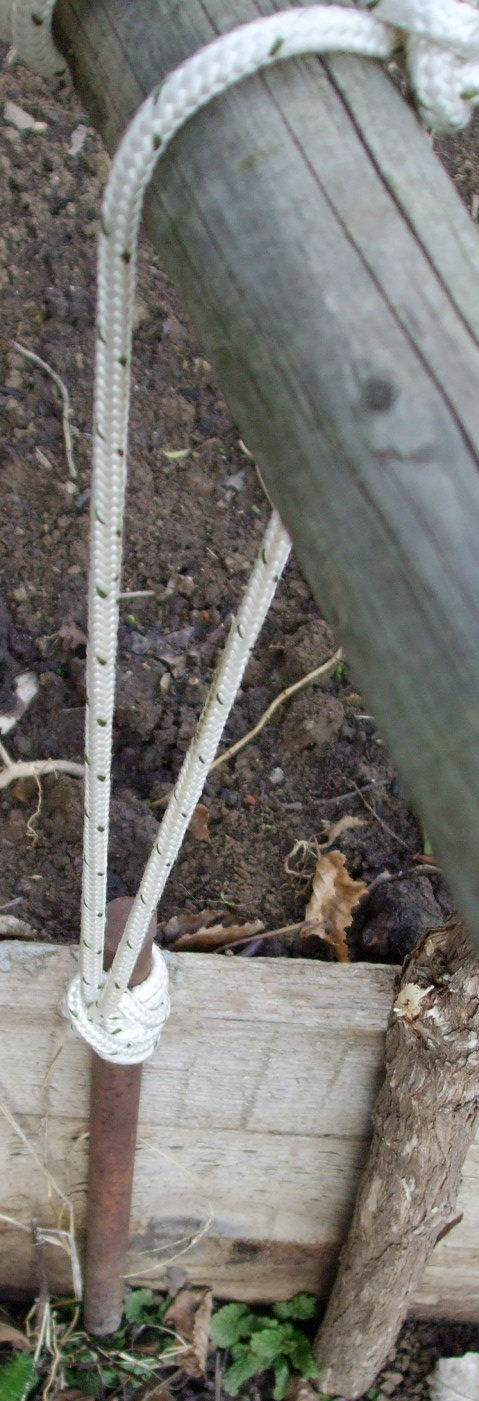
Schlinge um den Hebelarm und der Zug kann beginnen
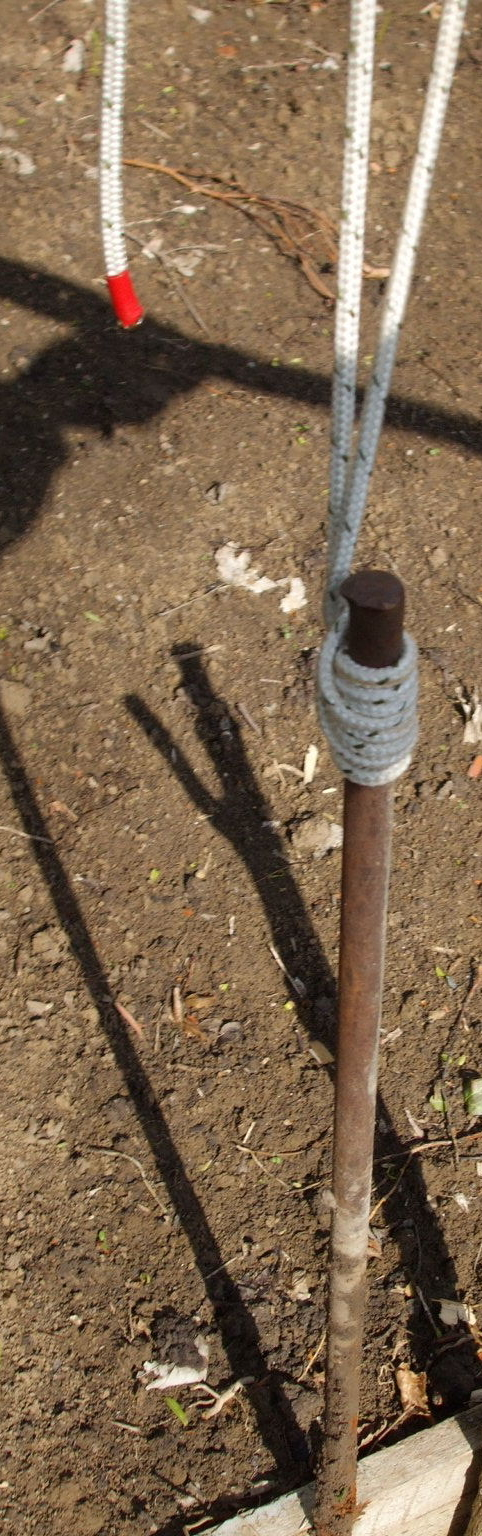
Der lange Eisenstab ist komplett herausgezogen
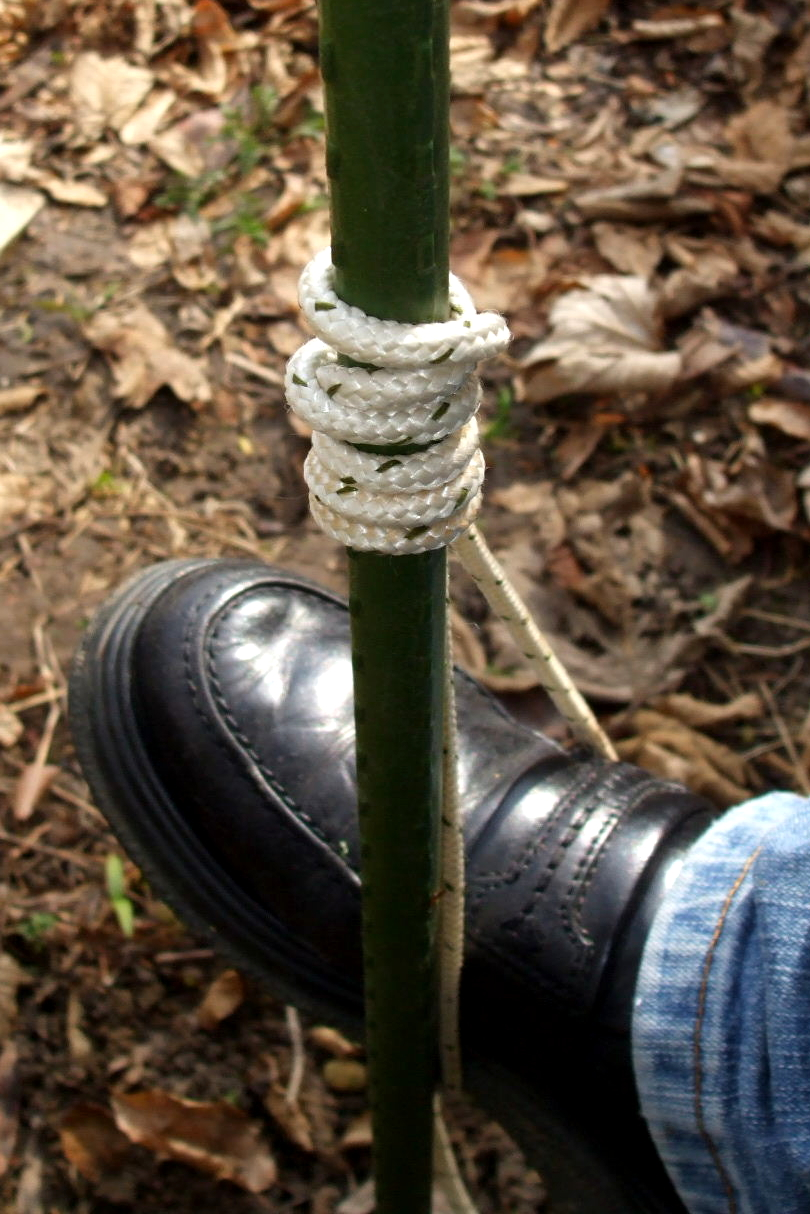
Eintreiben einer „Bohnenstange“ mit dem ganzen Körpergewicht in das Erdreich
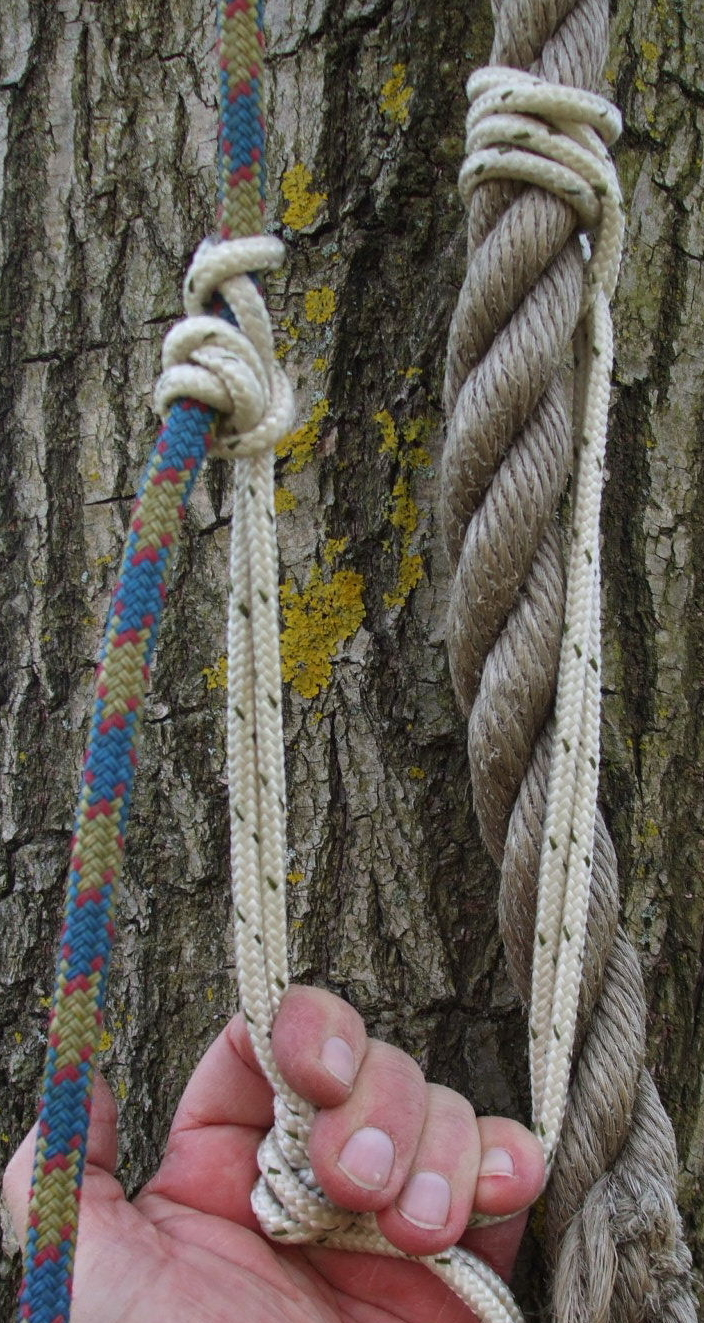
„Strickleiterstufe“ (Hilfslösung) als Verbindung zwischen zwei unterschiedlichen Seilen mit einem doppelseitigen Prusik
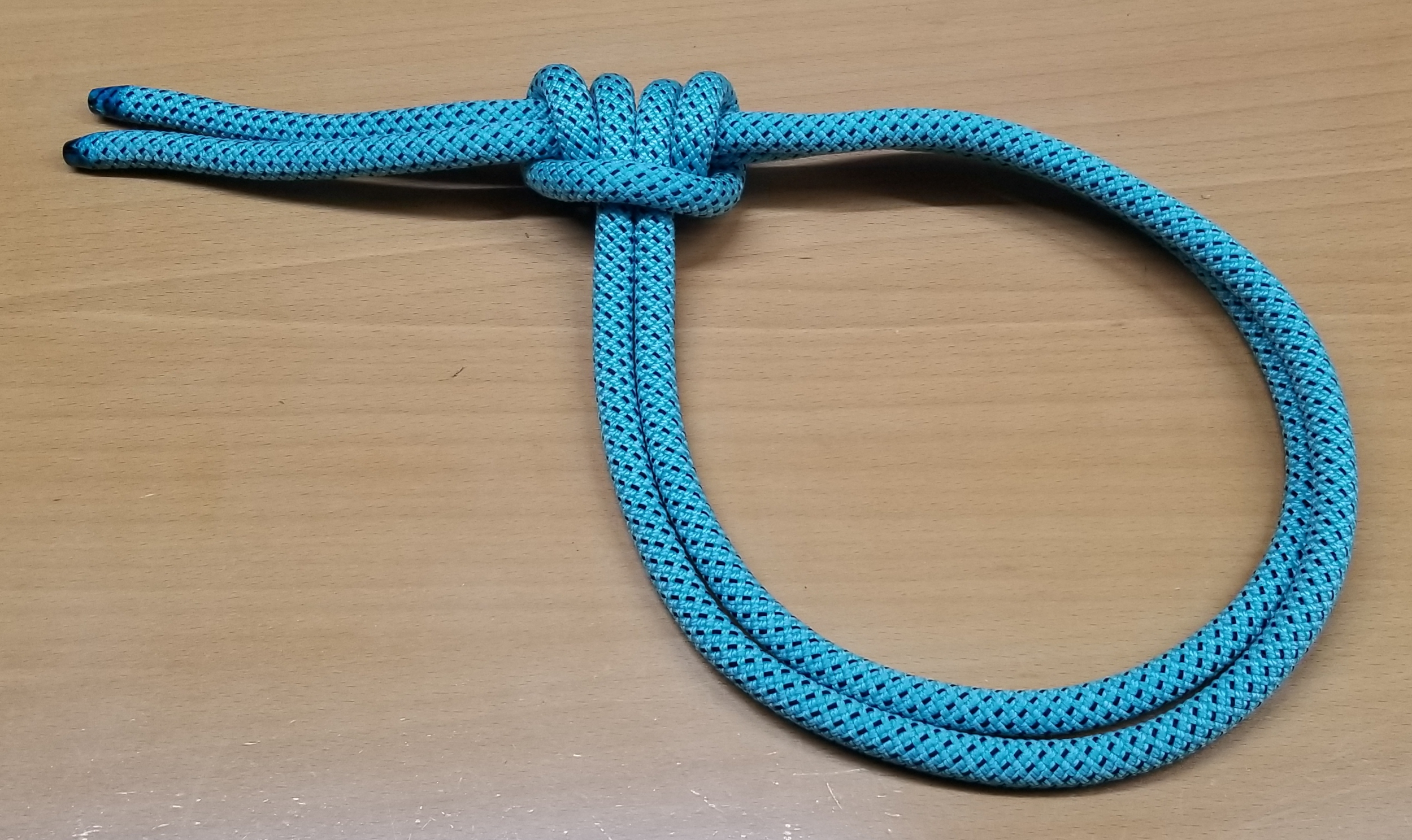
Als Seilgürtelknoten kann er für Kleidungsstücke, wie Mönchskutten oder Priesterstola sowie Bademäntel, verwendet werden.

## Knotenfestigkeit
Die Knotenfestigkeit ist stark abhängig vom Unterschied der Seildurchmesser und vom Material und der Oberflächenbeschaffenheit der beiden Seile. Fest wird der Knoten bei einem Unterschied der Durchmesser von 1 zu 1,5 bis 1 zu 5; aber je größer der Unterschied, desto schwächer ist die dünne Leine. Nur durch einen kleineren Seildurchmesser, mit dem der Knoten um das stehende Seil geknüpft wird, tritt eine gute Klemm-(Keil)-Wirkung ein.
Bei einem 10 mm Kletterseil verwendet man eine Reepschnur mit mind. 4 mm, max. 6 mm Durchmesser, oder eine schmale Bandschlinge mit 12 mm Breite.

## Knotenkunde

### Knüpfen des Prusiks
Man legt eine Endlosschlinge aus einem dünnen Seil als losen Ankerstich um das dickere Seil. Dann fährt man mit der langen Schlinge nochmal um das Seil und steckt sie wieder durch die kurze Bucht. Belastet man die Schlinge, so klemmt der Prusikknoten auf dem Seil. Entlastet man die Schlinge, lässt sich der Prusikknoten auf dem Seil verschieben.

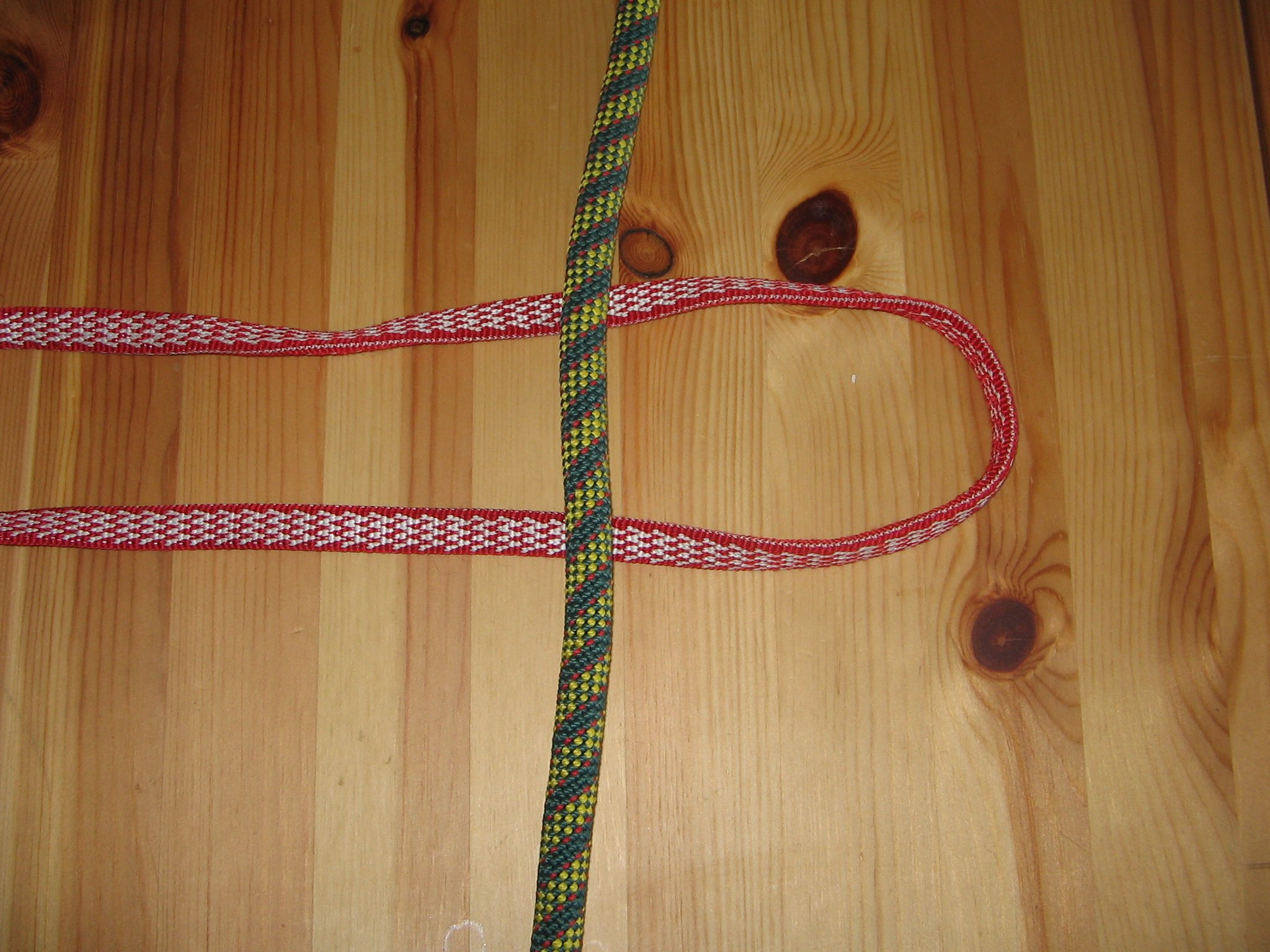
Endlosschlinge
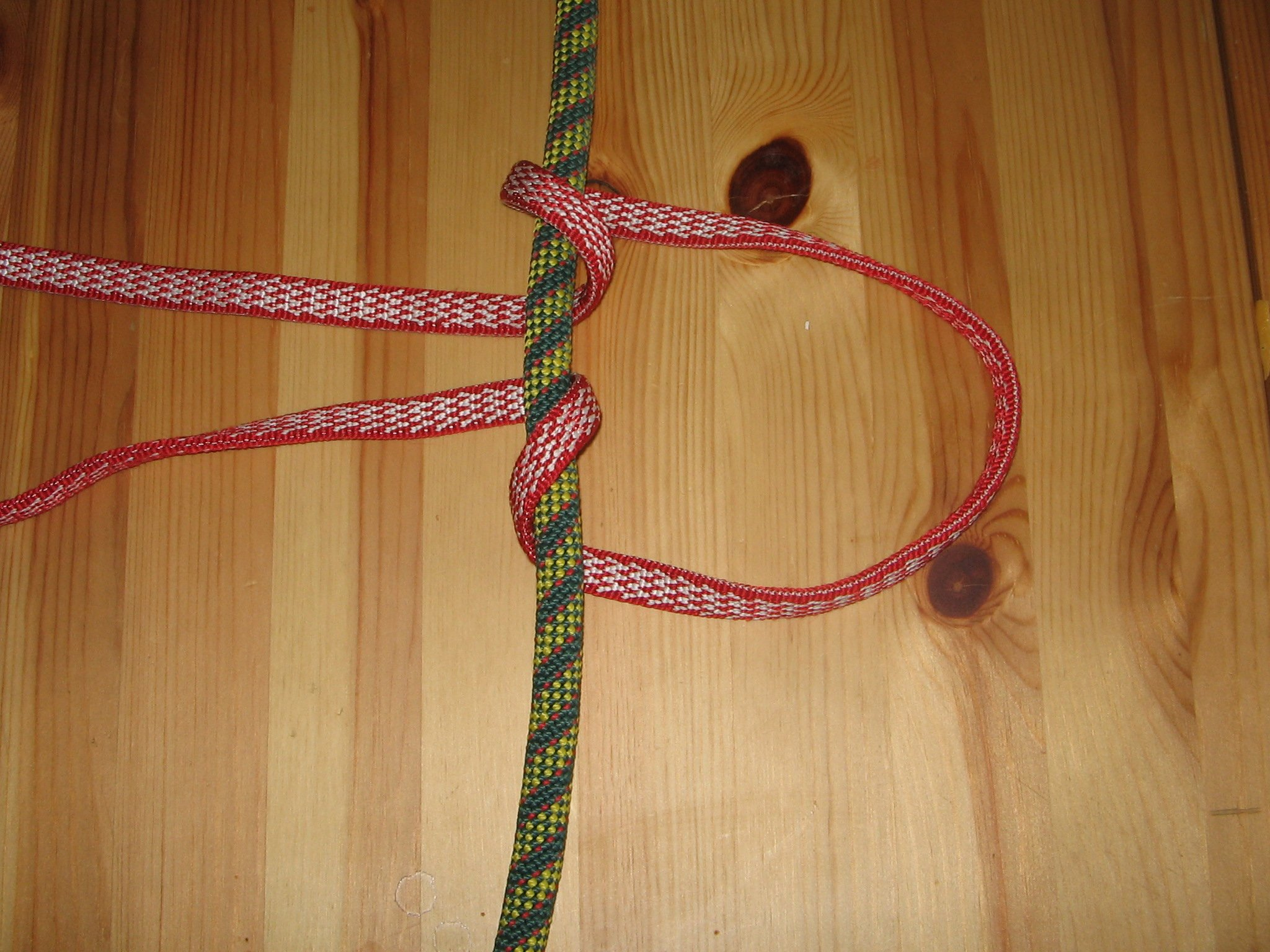
Ankerstich
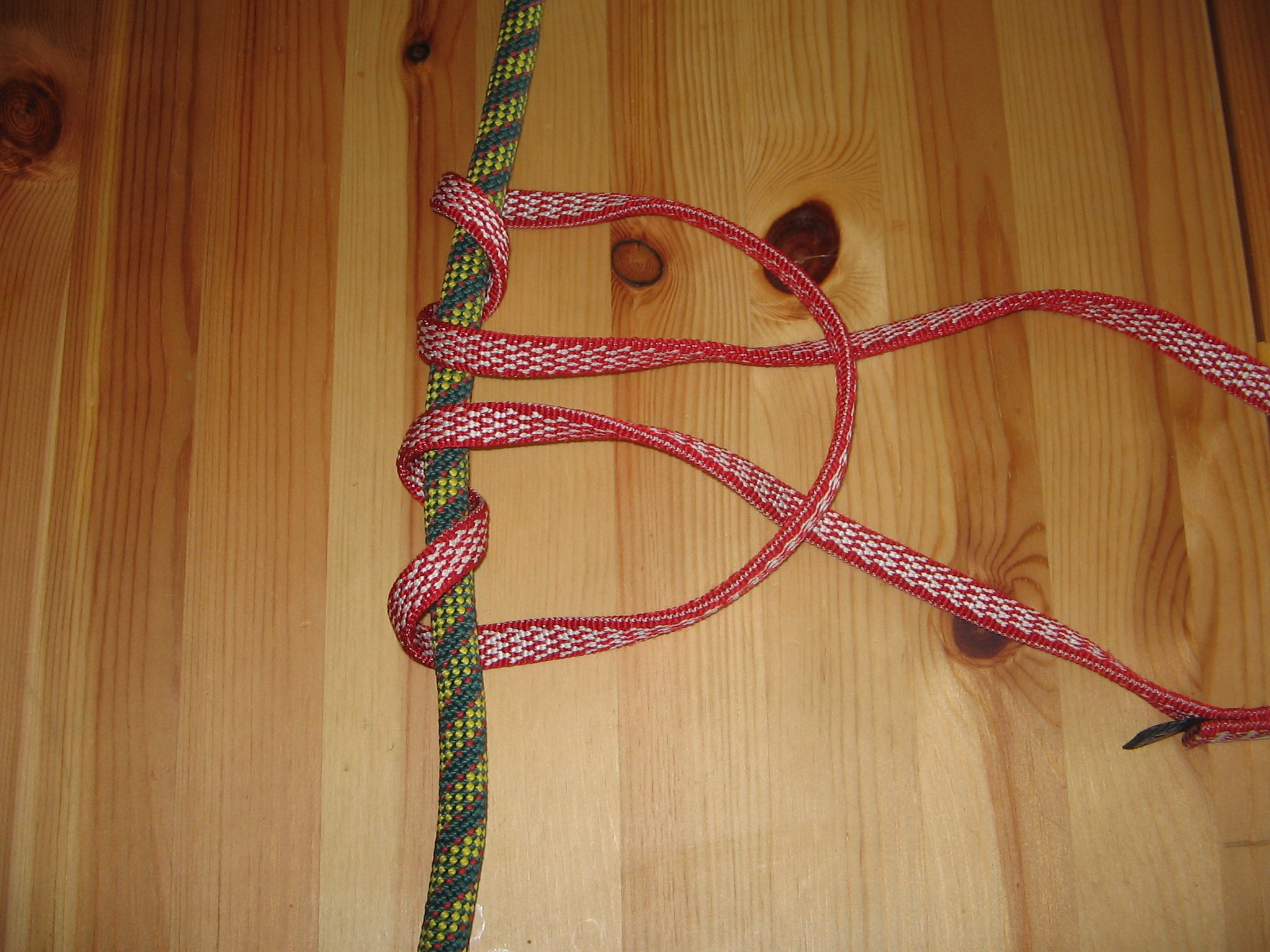
durch die Bucht
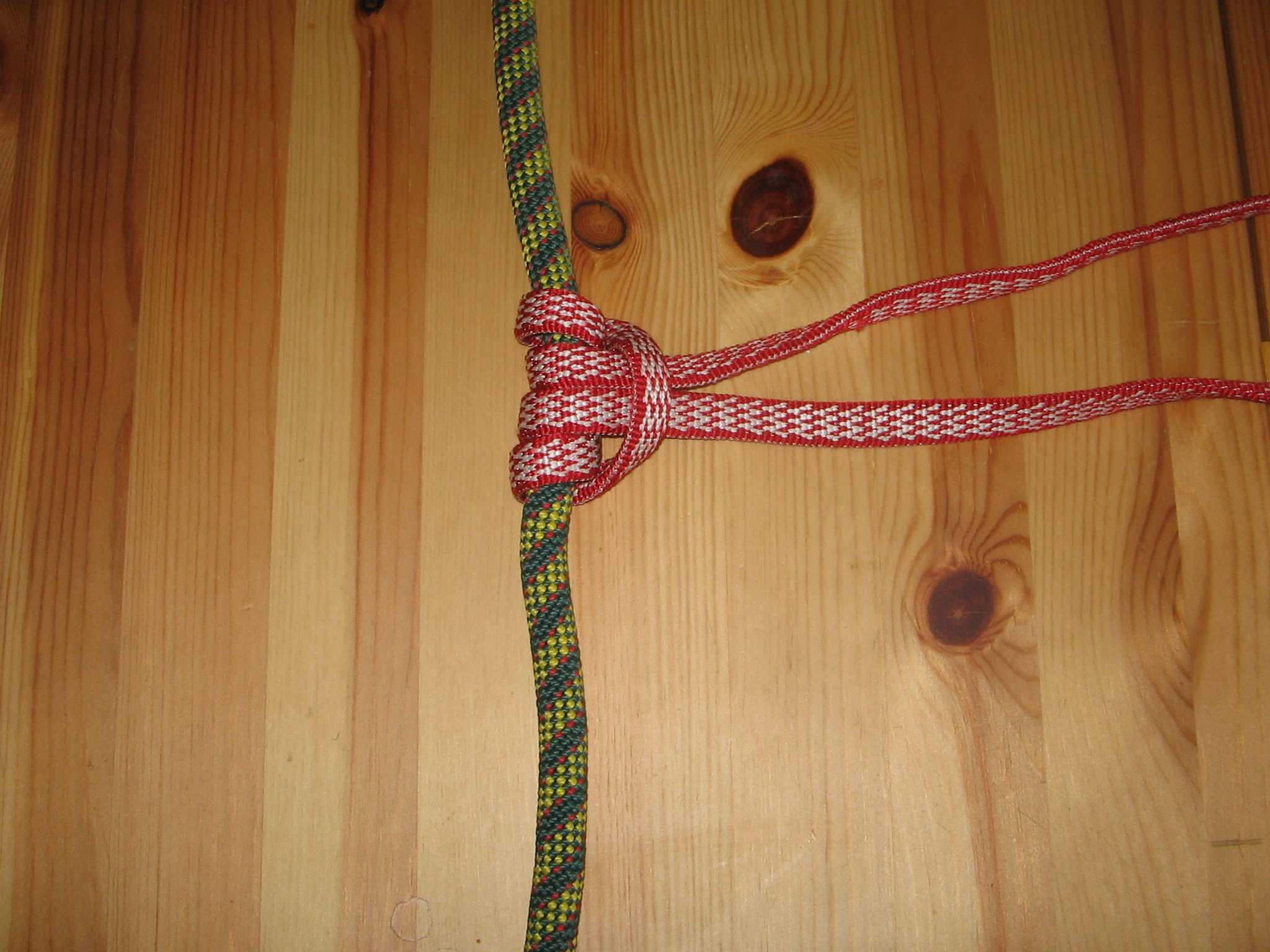
fertig

### Mit Endlosschlinge einhändig gegriffen
In eine hängende/befestigte Schlinge von oben mit der Hand hineinfahren, um den Daumen herum einen „lockeren“ Törn legen, gegenläufig mit den Fingern einen zweiten Törn legen. Beides wiederholen, sodann Daumen und Finger zusammenführen und die „Daumentörns“ auf die Finger gleiten lassen (oder auch zwei Törns links und zwei Törns rechts -gegenläufig- legen). Mit dem Daumen den Prusikknoten dichtholen.

### Gérard Hitch
Schneller lässt sich ein Prusik-ähnlicher Klemmknoten stecken, wenn er mit der Endlosschlinge nach innen geschlagen wird (im Gegensatz zum normalen außengeschlagen Prusikknoten). Dadurch erspart man sich das mehrfache Durchstecken des Schlingenendes. Als „Gérard-Hitch“ von E. Gérard bereits 1922 veröffentlicht in La Montagne

### Systematik
Der Prusikknoten ist eine Erweiterung des Ankerstichs.

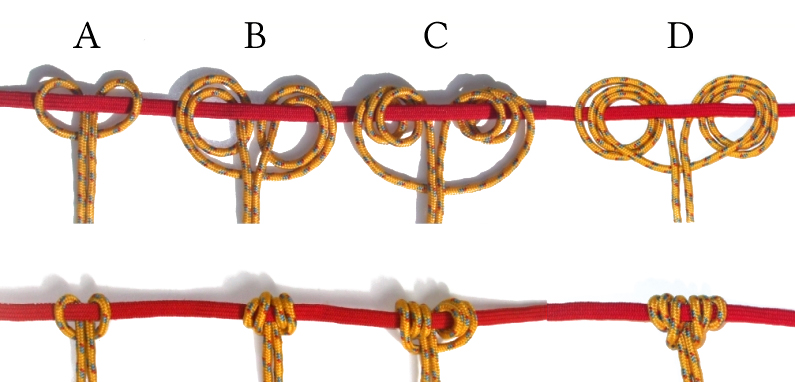

## Alternativen

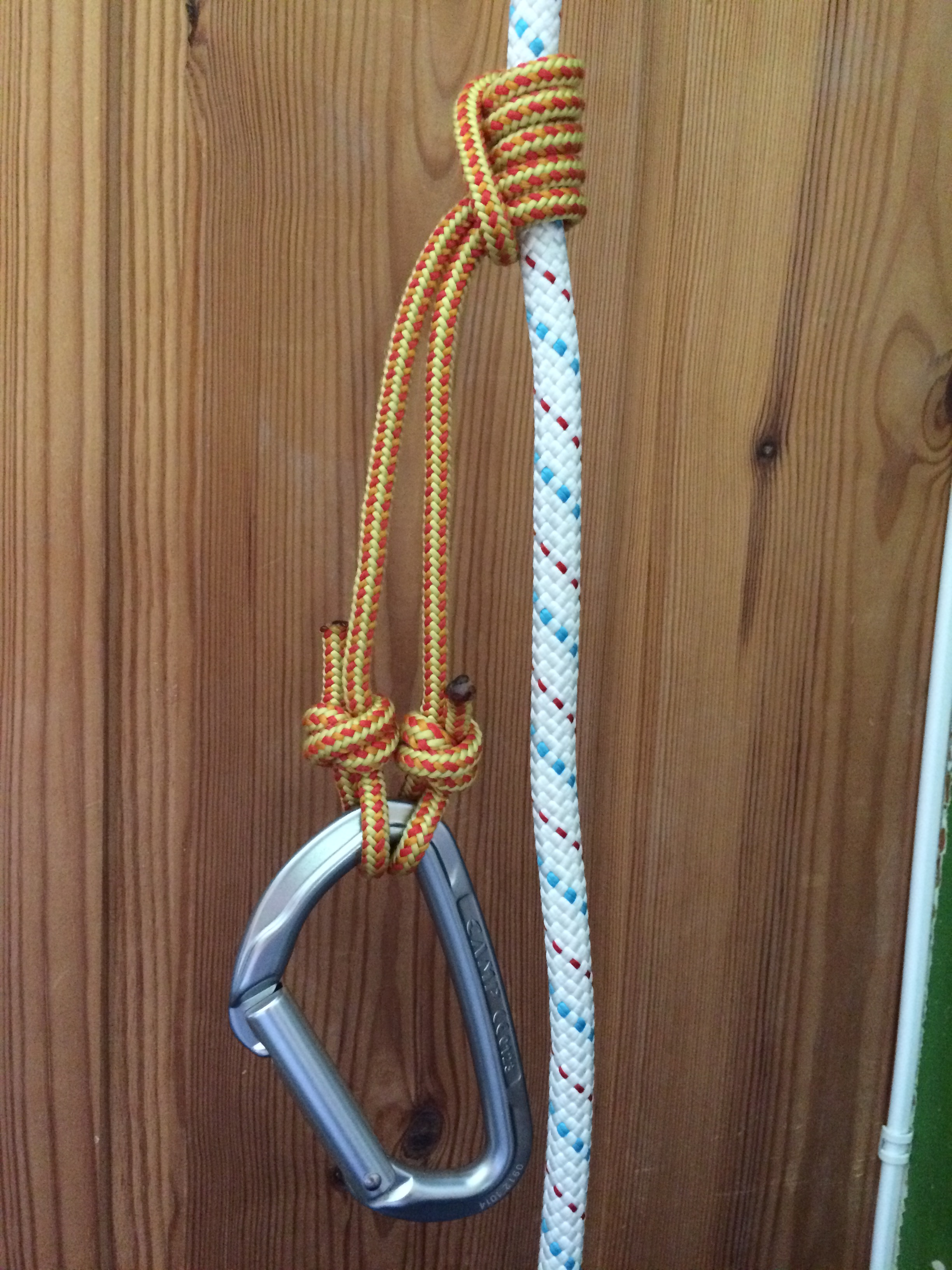
Schwäbische, auch Schwäbische Klemmknoten oder Schwäbische Prusik

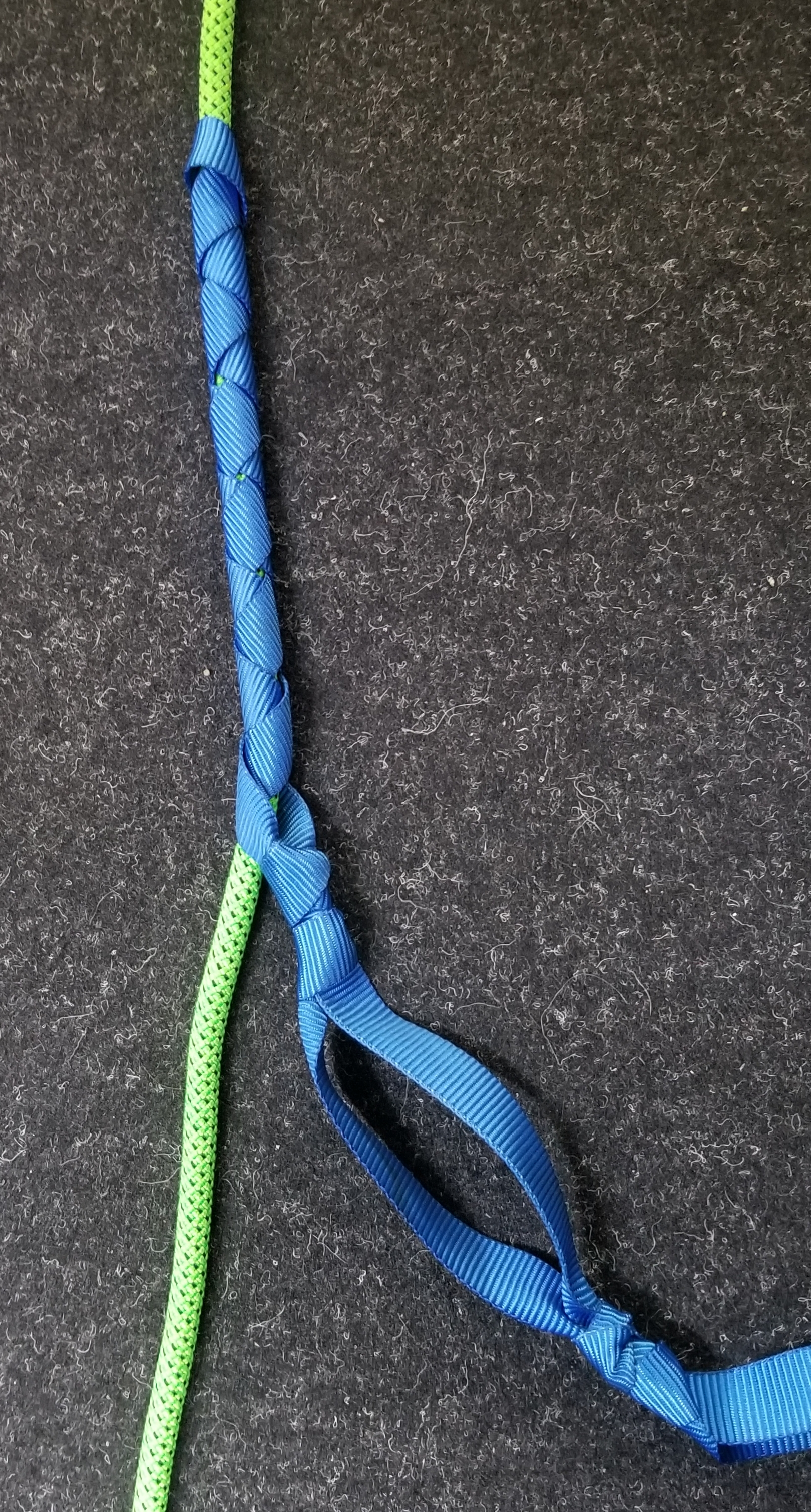
Französischer Prusikknoten

- Der FB-Kreuzklemm, aktuell nach Tests der Bergwacht Bayern der einfachste und wirkungsvollste Klemmknoten.
- Der Klemheist ist eine Abwandlung des Prusikknotens, lässt sich schneller binden, und einfacher nach Belastung lösen, geringere Klemmwirkung
- Der Kreuzklemmknoten ist ein „umgekehrter“ Klemheist und hat eine bessere Klemmwirkung als dieser
- Der Karabinerklemmknoten (Bachmann) lässt sich besser greifen und leichter verschieben
- Blake-Knoten, schwererer, aber sicherer Knoten in der SZT (technisches Klettern)
- Der FB-Bandklemmknoten lässt sich leichter verschieben und hält sogar auf Drahtseilen.
- Der Schwabenprusik ist eine Abwandlung des Prusikknotens, er hält sicher und lässt sich leicht wieder lockern. Er wurde erstmals vom mehrfachen Baumkletter-Weltmeister Bernd Strasser dokumentiert[2].
- Eine Abwandlung ist der Französische Prusikknoten. Dieser wird mit Bändern geknüpft.
- In der Seefahrt wird der Stopperstek verwendet, der statt mit einer Endlosschlinge mit einer einzelnen Leine ausgeführt wird.